# Les Rois du désert
Pour plus de détails, voir Fiche technique et Distribution.
Les Rois du désert (Three Kings) ou Trois Rois au Québec est un film américain réalisé par David O. Russell, sorti en 1999.

## Synopsis
Alors que la guerre du Golfe vient de se terminer, l'unité du sergent-chef Elgin (Ice Cube) trouve une carte indiquant l'endroit où est stockée une partie de l'or volé par Saddam Hussein au Koweït. Le major Archie Gates (George Clooney), membre des Delta Force qui va bientôt prendre sa retraite, apprend l'existence de cette carte et se lance avec l'unité d'Elgin dans une mission secrète et personnelle pour récupérer cet or.

## Fiche technique
- Titre français : Les Rois du désert
- Titre original : Three Kings
- Réalisation : David O. Russell
- Scénario : David O. Russell, d'après une histoire de John Ridley
- Musique : Carter Burwell et Richard Wolf
- Photographie : Newton Thomas Sigel
- Montage : Robert K. Lambert
- Décors : Catherine Hardwicke
- Costumes : Kym Barrett
- Production : Paul Junger Witt, Edward McDonnell, Charles Roven, John Ridley, Kim Roth, Douglas Segal et Bruce Berman (en)
- Société de production et de distribution : Warner Bros.
- Budget : 48 millions de dollars[1],[2]
- Tournage : du 12 novembre 1998 au 15 février 1999
- Pays de production :  États-Unis
- Langues originales : anglais, arabe
- Format : Couleur - 2,35:1 - DTS / Dolby Digital / SDDS - 35 mm
- Genre : Comédie dramatique, film de guerre
- Durée : 114 minutes
- Dates de sortie : 
  - États-Unis : 27 septembre 1999 (avant-première)
  - États-Unis : 1er octobre 1999
  - France : 23 février 2000
  - Belgique : 15 mars 2000

## Distribution
- George Clooney (VF : Patrick Noérie ; VQ : Daniel Picard) : Major Archie Gates
- Mark Wahlberg (VF : Alexandre Gillet ; VQ : Gilbert Lachance) : Sergent de première classe Troy Barlow
- Ice Cube (VF : Jean-Paul Pitolin ; VQ : Pierre Auger) : Sergent-chef Elgin
- Spike Jonze (VF : Ludovic Baugin ; VQ : François Trudel) : Conrad Vig
- Cliff Curtis (VF : Massad Nabil ; VQ : François Godin) : Amir Abdulah
- Nora Dunn (VF : Yumi Fujimori ; VQ : Élise Bertrand) : Adriana Cruz
- Jamie Kennedy (VF : Jean-François Vlérick ; VQ : Antoine Durand) : PV2 Walter Wogaman
- Saïd Taghmaoui (VF : lui-même ; VQ : Sébastien Dhavernas) : Capitaine Saïd
- Mykelti Williamson (VF : Jean-Michel Martial) : Colonel Horn
- Holt McCallany (VF : Mathieu Buscatto) : Capitaine Van Meter
- Judy Greer (VF : Nathalie Spitzer) : Cathy Daitch
- Jon Sklaroff : Paco
- Christopher Lohr : Teebaux
- Liz Stauber : Debbie Barlow, épouse de Troy
- Marsha Horan : épouse d'Amir

Références : AlloDoublage Doublage Québec

## Production

### Genèse
Le film De l'or pour les braves de (1970) a servi d'inspiration.

### Tournage
Le tournage s'est effectué essentiellement sur le territoire américain, dans une zone appelée El Centro en Californie. Le village irakien a été reconstitué de toutes pièces dans une vieille mine abandonnée de Casa Grande en Arizona.
Les scènes se déroulant dans le désert ont été tournées dans le désert de Mexicali, au Mexique.
David O. Russell aurait eu des altercations verbales et physiques avec un employé de la production ainsi qu'avec George Clooney.

## Bande originale
- I Just Want to Celebrate (en) par Rare Earth de 1971.
- I Get Around par The Beach Boys de 1964.
- God Bless the U.S.A. (en) de Lee Greenwood (en) de 1984.
- Can't Do Nuttin' For Ya Man par Public Enemy.
- Mercedes Benz par Janis Joplin de 1970.
- Stop Ou Encore par Plastic Bertrand de 1979.
- If You Leave Me Now par Chicago de 1976.
- (My Girl Wants to) Party All the Time (en) par Eddie Murphy de 1985.
- Gloria (Cum Sancto Spiritu in Gloria dei Patris) de Jean-Sébastien Bach.
- The Power par Snap de 1990.
- Zurna-Tabl-Naqqare par Iraqi Traditional Group.
- Outside 2B de Thomas Newman (tirée du film Les Liens du souvenir).
- The Beast Is Coming de Thomas Newman (tirée du film Les Liens du souvenir).
- Flesh & Bone de Thomas Newman.
- Torture, composé par Graeme Revell.
- In God's Country par U2 de 1987.

Musique non mentionnée dans le générique
- For What It's Worth par Buffalo Springfield de 1967.

## Accueil

### Accueil critique
Sur l'agrégateur américain Rotten Tomatoes, le film récolte 94 % d'opinions favorables pour 129 critiques. Sur Metacritic, il obtient une note moyenne de 82⁄100 pour 34 critiques.
En France, le site Allociné propose une note moyenne de 3,5⁄5 à partir de l'interprétation de critiques provenant de 22 titres de presse.

### Box-office
Le long-métrage connaît un certain succès commercial, rapportant 107 752 036 $ de recettes mondiales, dont 60 652 036 $ aux États-Unis, où il a pris la seconde place du box-office avec 15 847 636 $ le premier week-end d'exploitation, en étant diffusé dans 2 942 salles. 
En France, il totalise 835 501 entrées.

## Autour du film
- Dans la scène où les trois soldats entrent dans la pièce secrète où est entreposé du matériel volé, on peut voir le capitaine Saïd (Saïd Taghmaoui) regarder les images de l'arrestation de Rodney King à la télévision. Saïd Taghmaoui a joué dans le film La Haine quatre ans plus tôt, traitant, entre autres des violences policières. Son personnage s'y appelait également Saïd.